# Swedish Masters 2015
Die Swedish Masters 2015 im Badminton fanden vom 15. bis zum 18. Januar 2015 in Uppsala statt.

## Sieger und Platzierte
| Disziplin    | Gold                                | Silber                        | Bronze                               |
| ------------ | ----------------------------------- | ----------------------------- | ------------------------------------ |
| Herreneinzel | Rajiv Ouseph                        | Pablo Abián                   | Raul Must                            |
| Herreneinzel | Rajiv Ouseph                        | Pablo Abián                   | Steffen Rasmussen                    |
| Dameneinzel  | Kirsty Gilmour                      | Beatriz Corrales              | Linda Zechiri                        |
| Dameneinzel  | Kirsty Gilmour                      | Beatriz Corrales              | Sashina Vignes Waran                 |
| Herrendoppel | Anders Skaarup Rasmussen Kim Astrup | Adam Cwalina Przemysław Wacha | Baptiste Carême Ronan Labar          |
| Herrendoppel | Anders Skaarup Rasmussen Kim Astrup | Adam Cwalina Przemysław Wacha | Łukasz Moreń Wojciech Szkudlarczyk   |
| Damendoppel  | Anastasia Chervyakova Nina Vislova  | Sophie Brown Kate Robertshaw  | Samantha Barning Iris Tabeling       |
| Damendoppel  | Anastasia Chervyakova Nina Vislova  | Sophie Brown Kate Robertshaw  | Maiken Fruergaard Sara Thygesen      |
| Mixed        | Jacco Arends Selena Piek            | Vitaliy Durkin Nina Vislova   | Anatoliy Yartsev Evgeniya Kosetskaya |
| Mixed        | Jacco Arends Selena Piek            | Vitaliy Durkin Nina Vislova   | Mathias Christiansen Lena Grebak     |